# Bonjour (Laura Rizzotto)
Bonjour è un singolo della cantautrice brasiliana naturalizzata lettone Laura Rizzotto, estratto come quarto e ultimo singolo dall'EP RUBY e pubblicato globalmente su tutte le piattaforme di streaming e di download di musica digitali il 15 giugno 2018, sotto l'etichetta indipendente della Rizzotto stessa, la Made In Rio Music.
Si tratta del primo singolo pubblicato dall'artista in seguito alla sua partecipazione all'Eurovision Song Contest 2018 con il brano Funny Girl.

## Composizione e pubblicazione
Bonjour è un brano pop scritto e prodotto da Laura Rizzotto quasi interamente in lingua inglese ma contenente una parte del ritornello in francese. Purché la canzone sia stata l'ultima dell'EP RUBY ad essere pubblicata, la cantante ha rivelato che Bonjour è stata in realtà una delle prime ad essere registrate. Della produzione, della registrazione e del mixing del singolo si è curato Andy Stelzer e della masterizzazione Alex Psaroudakis, con cui la Rizzotto aveva lavorato anche per le altre tracce di Ruby.
La Rizzotto ha parlato del brano per la prima volta nel 2017 durante un'intervista con il sito web brasiliano Todateen, in cui ha affermato che il prossimo singolo sarebbe stato per l'appunto un brano intitolato Bonjour riguardante un amore estivo avuto dalla donna con un uomo proveniente dalla Francia e sostenendo che <<avrà un'impronta più romantica e un'atmosfera positiva, per chiudere l'EP con una chiave d'oro>>. Successivamente, il 18 maggio 2018 ha eseguito dal vivo il brano durante un "meet and greet" con i suoi fan presso Robert's Books in Lettonia e tramite le sue storie Instagram ha affermato che nel giro di un mese avrebbe pubblicato il brano. Il 6 giugno Laura ha risposto ad una domanda di un suo fan su Twitter ha comunicato ai suoi follower che il brano sarebbe stato pubblicato la settimana seguente. Infine, tramite dei post sui suoi social network, la cantautrice ha annunciato la data di pubblicazione di Bonjour, ovvero il 15 giugno 2018. Il 14 giugno la Rizzotto ha permesso ai suoi fan di ascoltare per mezzo di un tweet uno "sneak peek" della canzone dalla durata di 15 secondi.

## Video musicale
Per fare promozione a Bonjour, il 20 giugno 2018, cinque giorni dopo la diffusione del singolo, Laura ha pubblicato sul proprio canale ufficiale della piattaforma di streaming online YouTube un videoclip musicale dalla durata di esattamente quattro minuti registrato a Parigi, la capitale della Francia da Anthony James Faure poco prima della partecipazione della Rizzotto all'Eurovision 2018, con una Blackmagic Design URSA Mini Pro 4.6K, con un'attrezzatura fornita da Cosmik Video e con l'aiuto del direttore della fotografia Carolina Lana, l'aiuto regista e montatore Anthony Renault, i due assistenti alla videocamera Joris Dant e Jean Neige, la make-up artist Mélissa Landron, il fotografo del set Lauris Kalniņš, il parrucchiere Floren Larriven e il manager della location Léonard Faure. Nel video musicale appaiono inoltre, nel ruolo di una coppia, gli attori Marco Horanieh e Jennifer Rihouey, e Stefen Eynius, Pierre Timaitre e il regista Anthony Renault.

## Accoglienza
Bonjour è stato accolto in modo mediamente positivo da parte della critica. Il brano è stato definito un «racconto a metà tempo di una storia d'amore estiva, con la voce e il centro della voce di Laura» ne sono state elogiate «alcune fantastiche progressioni di note nei versi che lasciano il posto a uno di quei ritornelli che puoi cantare all'istante».

## Tracce
Download digitale
1. Bonjour – 3:51